# Thesaurismose
Bei einer Thesaurismose (früher Thesaurose) – von griech.: thesaurisma (Schatz, Vorrat) – oder Speicherkrankheit handelt es sich um eine Synthese oder Abbau betreffende Stoffwechselstörung. Jede Krankheit dieser Gruppe verursacht eine Anhäufung eines spezifischen Stoffwechselprodukts mit einem spezifischen Verteilungsmuster im Körper.
Speicherkrankheiten können erblich erworben oder durch exogene Einflüsse begünstigt werden.
Beispiele:
- Amyloidose
- Dorfman-Chanarin-Syndrom Triglyceridspeicherkrankheit
- Glykogenose
- Hämochromatose
- hepatolentikuläre Degeneration
- Sphingolipidose
- Morbus Gaucher
- Morbus Krabbe
- Mukopolysaccharidose